# سندرم دنیس–دراش
سندرم دنیس–دراش (انگلیسی: Denys–Drash syndrome) نوعی اختلال ژنتیکی نادر است که مشخصه‌اش عدم تکامل طبیعی غدد جنسی، نفروپاتی (التهاب کلیه) و تومور ویلمز است.

## علائم و نشانه‌ها
به‌لحاظ بالینی، علامت سه‌گانهٔ این سندرم، شبه‌نرمادگی، اسکلروز مزانشیال کلیه‌ها و تومور ویلمز است. این سندرم نخست به صورت نشانه‌های اولیه سندرم نفروتیک تظاهر می‌یابد وسپس به سمت اسکلروز مزانشیال پیشرفت می‌کند و در نهایت ظرف سه سال به نارسایی کلیه می‌انجامد.
علائم اولیه این سندرم، بی‌علاقگی به بازیگوشی و ابراز شادی، کاهش اشتها، کاهش وزن، تأخیر رشد، تکامل غیرطبیعی استخوان‌ها، بی‌خوابی، شکم‌درد، یبوست و آنوریاست.

## دلایل
علت بروز این سندرم در ۹۶٪ بیماران، اختلال در ژن WT1 به‌ویژه در اگزون ۸ و ۹ است. یک مورد نیز اختلال در اگزون ۴ گزارش شده‌است.

## پیش‌آگهی
بررسی ۱۵۰ بیمار مبتلا به سندرم دنیس–دراش در سال ۱۹۹۴ میلادی نشان داد که ۳۸٪ آنها به‌طور میانگین تا سن ۲ سالگی درگذشتند. ۳۲٪ هم تا زمان انتشار این مقاله هنوز زنده بودند و به‌طور میانگین ۴٫۶۵ سن داشتند. اطلاعاتی از باقیماندهٔ آن بیماران در دسترس نیست.

## تاریخچه
این سندرم نخستین بار توسط «اَلن ال. دِرَش» و «پی‌یر دونیس» توصیف شد.